# Epler Glacier
Epler Glacier är en glaciär i Antarktis. Den ligger i den centrala delen av kontinenten. Nya Zeeland gör anspråk på området. Epler Glacier ligger 1 933 meter över havet.
Terrängen runt Epler Glacier är kuperad österut, men västerut är den platt. Trakten är obefolkad. Det finns inga samhällen i närheten.